# Roberto Trashorras
Roberto Trashorras Gayoso (Rábade, Lugo, 1981. február 28. –) spanyol labdarúgó,  középpályásként játszik. Jelenleg a Celta Vigóban játszik.

## Karrier
Trashorras FC Barcelonában kezdte a pályafutását, a 2001-02-es szezonban az első csapatban is játszott. 2003-ban a Real Madridba igazolt, ahol az Amatőr csapatban szerepelt.
2005-06-os szezonban a másodosztályú CD Numanciába igazolt utána pedig a UD Las Palmasba.
2008 júliusában Trashorras 5 éves szerződést kötött a Celta de Vigo csapatával.

## Külső hivatkozások
- Ismertetője a celtavigo.net honlapján